# Hans Hinrich Neve

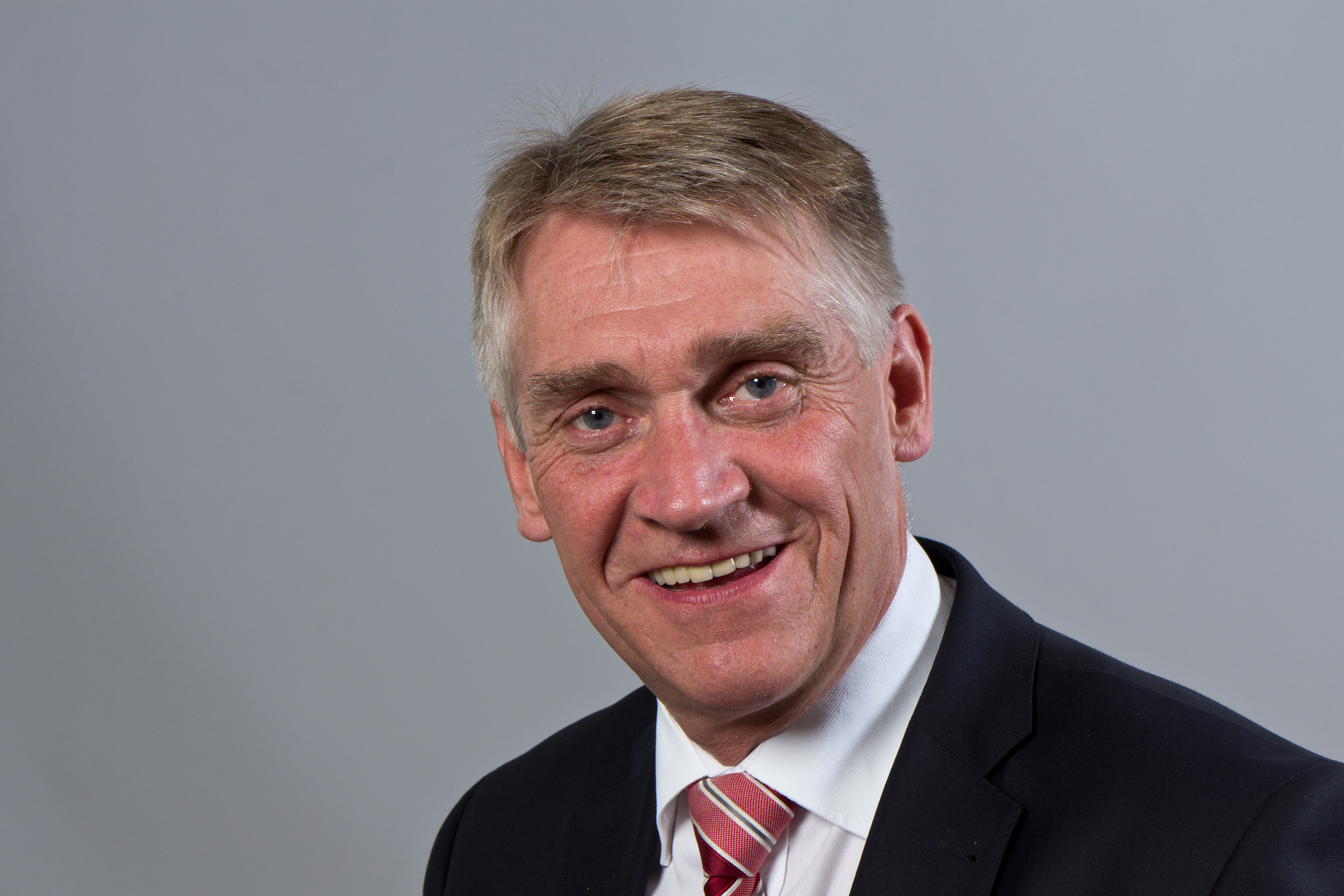
Hans Hinrich Neve, 2013

Hans Hinrich Neve (* 30. September 1957 in Stafstedt) ist ein deutscher Politiker (CDU), Landwirt und Diplom-Agraringenieur. Er war von 2009 bis 2022 Abgeordneter des Schleswig-Holsteinischen Landtages.

## Leben und Beruf
Hans Hinrich Neve absolvierte nach seinem Realschulabschluss 1974, eine landwirtschaftliche Ausbildung, die er 1976 abschloss. Daran anschließend folgte ein 15-monatiger Bundeswehrdienst. 1978 besuchte Neve die Fachschule Landwirtschaft Rendsburg. Anschließend nahm er an einem IFYE-Austauschprogramm (International Farm Youth Exchange) in den USA teil. Von 1981 bis 1982 besuchte er die Fachoberschule in Ebstorf und direkt anschließend, bis 1985, die Fachhochschule Landbau in Österrönfeld, wo er ein landwirtschaftliches Studium mit dem Abschluss Diplom-Agraringenieur absolvierte. Nach seinem Studium war er zunächst als kaufmännischer Angestellter beim Landwirtschaftlichen Bezugsverein Bordesholm tätig. 1987 übernahm er den elterlichen Milchviehbetrieb in seinem Heimatort Stafstedt.
Hans Hinrich Neve ist verheiratet und Vater von einer Tochter und zwei Söhnen. Er ist evangelischer Konfession.

## Politik
Im Jahre 1978 trat Neve das Amt des Kreisvorsitzenden der Landjugend Rendsburg-Eckernförde an, gab es 1979 wieder ab und wurde im Jahr darauf stellvertretender Landesvorsitzender der Landjugend Schleswig-Holstein. Dies blieb er sechs Jahre lang. Seit 1981 ist er Mitglied der CDU.
1987 bis 1991 war Hans Hinrich Neve Vizepräsident im Rat der Europäischen Junglandwirte (Conseil Européen des Jeunes Agriculteurs) und von 1988 bis 2008 Mitglied im Umweltausschuss des Kreises RD-Eck. 1987 wurde er Vorsitzender des CDU-Amtsverbandes Jevenstedt und behielt dieses Amt bis 2014 inne. Seit 1988 ist er Mitglied im Kreisvorstand der CDU RD-Eck, seit 1990 Gemeindevertreter der Gemeinde Stafstedt, seit 1998 Kreistagsabgeordneter des Kreises RD-Eck und Bürgermeister der Gemeinde Stafstedt. Zudem ist er seit 2003 stellvertretender Fraktionsvorsitzender der CDU-Kreistagsfraktion und Amtsvorsteher des Amtes Jevenstedt. Überdies übt Neve das Amt des stellvertretenden Kreisvorsitzenden der CDU Rendsburg-Eckernförde aus und das seit 2010.
Bei der Europawahl 2004 kandidierte Neve auf der CDU-Landesliste Schleswig-Holstein.

## Abgeordneter
Für die Landtagswahl in Schleswig-Holstein 2009 nominierte ihn die CDU zum Direktkandidaten im Wahlkreis Rendsburg. Bei der vorgezogenen Landtagswahl am 27. September 2009, in der 17. Wahlperiode, wurde er mit 36,4 Prozent der Erststimmen direkt gewählt. und kam erstmals in den Schleswig-Holsteinischen Landtag. Bei der Landtagswahl 2012 konnte er den Wahlkreis Rendsburg wieder mit 39,5 % gewinnen.
In der 17. Wahlperiode war Neve Mitglied in der Arbeitsgruppe „Haushaltsprüfung“, im Finanzausschuss, im Sozialausschuss und, bis 2011, im Ersten Parlamentarischen Untersuchungsausschuss. Überdies war er stellvertretendes Mitglied im Europa-, Petitions- und Umwelt- und Agrarausschuss. In der 18. WP war er jugendpolitischer Sprecher, zudem Mitglied im Finanzausschuss und stellvertretendes Mitglied im Umwelt- und Agrarausschuss. Weiterhin war Neve stellvertretendes Mitglied in der Arbeitsgruppe „Haushaltsprüfung“ sowie ein Mitglied im Petitons- und Sozialausschuss.
Bei der Landtagswahl 2017 zog Hans Hinrich Neve mit 40,0 Prozent der Erststimmen als direkt gewählter Abgeordneter des Wahlkreises Rendsburg für die 19. Wahlperiode erneut in den Landtag ein. Er war in der 19. Wahlperiode gesundheits-, ehrenamts- und kommunalpolitischer Sprecher sowie Sprecher für Landesplanung, Feuerwehr und Katastrophenschutz der CDU-Fraktion.
Bei der Landtagswahl 2022 trat er nicht mehr an.

## Gesellschaftliches Engagement
Hans Hinrich Neve war von 1998 bis 2013 Mitglied im Aufsichtsrat der Abfallwirtschaftsgesellschaft RD-Eck, ab 2003 als Vorsitzender des Aufsichtsrates. Von 2002 bis 2012 war er zudem Mitglied im Kreisvorstand des Bauernverbandes Rendsburg und ab 2007 stellvertretender Kreisvorsitzender. Seit 2009 ist Neve Mitglied im Landeshauptausschuss des Bauernverbandes und seit 2010 Vorsteher des Zweckverbandes für die Breitbandversorgung im mittleren Schleswig-Holstein.